# Lilian Elkington
Lilian Mary Elkington (* 15. September 1900 in Birmingham; † 13. August 1969 in Österreich) war eine englische Komponistin, Pianistin und Organistin.

## Leben und Werk
Lilian Elkington erhielt früh Klavierunterricht und trat bereits im Alter von sechs Jahren öffentlich auf. Als Achtzehnjährige begann sie ein Musikstudium an der Birmingham and Midland Institute School of Music mit den Fächern Klavier und Komposition bei Granville Bantock. Zudem belegte sie das Fach Orgel und wurde mit Anfang zwanzig Licentiate of the Royal Academy of Music (LRAM) sowie Associate of the Royal College of Organists (ARCO).
Lilian Elkington konzertierte als Pianistin in Birmingham und anderen Städten Englands, sowohl als Solistin in Klavierkonzerten von Beethoven, Grieg, Schumann und anderen, aber auch als Begleiterin und in Kammermusikensembles. 1926 heiratete sie den Geiger und Bratschisten Arthur Kennedy und gab ab dieser Zeit ihre musikalische Karriere sukzessive auf. Sie blieb aber weiterhin als Organistin tätig, so für etliche Jahre an der Erdington Abbey Church in Birmingham, und später an der Holy Trinity Church, Sutton Coldfield. 1948 übersiedelte die Familie, in der eine Tochter geboren wurde, von Birmingham nach Bookham, 1954 dann nach East Horsley. 1969 verstarb Lilian Elkington während eines Österreich-Urlaubs.
Nach dem Tod Arthur Kennedys, der noch ein zweites Mal verheiratet war, wurde Lilian Elkingtons kompositorischer Nachlass „entsorgt“. In den 1970er-Jahren stieß der britische Musikwissenschaftler David Brown in einem Antiquariat in Worthing zufällig auf ein Konvolut mit Manuskripten Elkingtons. Es umfasste vier Kompositionen: ein mit Little Hands („Kleine Hände“) betiteltes Lied (datiert auf 1928), eine Rhapsodie (op. 1) sowie eine Romance (op. 3) für Violine und Klavier, außerdem die Partitur samt Stimmenmaterial eines auf 1921 datierten Orchesterwerks mit dem Titel Out of the Mist. Die fehlende Opuszahl 2 und die zeitliche Lücke zwischen 1921 und 1928 erlauben lediglich Spekulationen über womöglich Verlorenes.
Die Tondichtung Out of the Mist („Aus dem Nebel“) wurde im Juni 1921 vom Studentenorchester des Midland Instituts unter Leitung von Granville Bantock uraufgeführt. Zwei weitere Aufführungen sind 1921/22 nachweisbar. Das Werk steht in Bezug zum Ersten Weltkrieg und ist inspiriert von der Ankunft des Sarges des britischen Unbekannten Soldaten im November 1920, den die HMS Verdun über den nebligen Ärmelkanal zu seiner Ruhestätte in der Westminster Abbey transportierte. Nach einer Wiederaufführung 1988 liegen mittlerweile (Stand 2019) zwei Einspielungen dieses Werks vor mit dem BBC Symphony Orchestra unter David Lloyd-Jones bzw. dem Malta Philharmonic Orchestra unter Michael Laus.

## Einzelnachweis
1. ↑  David J. Brown: Lilian Elkington, Out of the Mist. In: The Maud Powell Signature, Women in Music, Autumn 2008, Vol. II, No. 3, S. 45 (VIAF, GND und LCCN nennen dagegen das Geburtsjahr 1901)